# Winckelmann-Medaille (DAI)
Die Winckelmann-Medaille wird vom Deutschen Archäologischen Institut (DAI) vergeben.
Die Winckelmann-Medaille wurde 1929 anlässlich des hundertjährigen Geburtstages des DAIs von dessen Ehrenmitglied Johann II. von Liechtenstein gestiftet und erstmals vergeben. Die Auszeichnung wird in unregelmäßigen Abständen an Institutionen verliehen, die sich nachhaltig um die Archäologie verdient gemacht hatten. Bislang wurde die Medaille zehnmal – im Allgemeinen zu Jubiläen des DAI – vergeben:
- 1929: Stadt Rom
- 1929: Kronprinz Gustav Adolf
- 1939: Archäologische Gesellschaft in Athen
- 1969: Stadt Frankfurt am Main
- 1974: Akropolismuseum, Athen
- 1974: Archäologisches Nationalmuseum, Athen
- 1979: Stadt Berlin
- 1979: Österreichisches Archäologisches Institut, Wien
- 1979: Pontificia Accademia Romana di Archeologia, Rom
- 2004: Archaeological Institute of America

Einzig Kronprinz Gustav Adolf erhielt die Medaille als Person, alle weiteren Medaillen gingen an Institutionen. Die Medaille wurde vom Bildhauer Edwin Scharff gestaltet und zeigt auf der Vorderseite Johann Joachim Winckelmanns Büste im Profil und auf der Rückseite den hyperboreischen Greif, das Symbol des DAI.